# Benoist Apparu
Benoist Apparu, né le 24 novembre 1969 à Toulouse (Haute-Garonne), est un homme politique et chef d'entreprise français.  
Député de la Marne, il est secrétaire d'État dans le gouvernement Fillon II puis ministre délégué au Logement dans le gouvernement Fillon III, durant la présidence de Nicolas Sarkozy, entre 2009 et 2012. Il est maire de Châlons-en-Champagne depuis 2014.

## Biographie

### Origines et famille
Fils de Jacqueline (décédée en 1976) et Jean Pierre Apparu, Benoist Apparu a vécu son enfance dans une famille de trois enfants. Son frère Thierry est journaliste (rédacteur en chef sur la chaîne de télévision Monaco Info).
Benoist Apparu étudie au collège François-Couperin, puis au lycée Sophie-Germain à Paris, et finit son cursus à l'université Panthéon-Sorbonne où il obtient un DESS de droit international des affaires.

### Ascension politique
Il s'engage en politique dès 1989 au RPR en tant que délégué des Jeunes RPR de la circonscription d'Alain Juppé dans le 18e arrondissement parisien puis il est président national des Jeunes RPR de 1994 à 1996 et devient assistant parlementaire de Bruno Bourg-Broc. 
Proche d'Alain Juppé alors président du parti, il est nommé par lui secrétaire national à la jeunesse du RPR en 1996, poste qu'il occupe jusqu'à l'arrivée de Philippe Séguin à la tête du mouvement, en 1997.
De 1999 à 2002, il travaille comme consultant en communication institutionnelle et de crise à l'agence publicitaire Euro-RSCG, où il est notamment chargé des dossiers agro-alimentaires.
Il est élu en mars 2001, adjoint au maire de Châlons-en-Champagne chargé de la jeunesse et de la communication, puis de l'aménagement durable et du cadre de vie à compter de mars 2008 à la suite de la réélection de Bruno Bourg-Broc. En avril 2008, il est également élu vice-président de la communauté d'agglomération de Châlons-en-Champagne, délégué à l'environnement et au développement durable. En 2002, il devient chef de cabinet du ministre délégué à l'Enseignement scolaire puis à la Coopération Xavier Darcos. Entre 2005 et 2007, il est conseiller puis directeur adjoint du cabinet du ministre délégué à la Cohésion sociale, Catherine Vautrin.
Il se présente aux élections législatives de 2007 avec comme suppléant Bruno Bourg-Broc, et l'emporte dans la quatrième circonscription de la Marne au second tour de scrutin, avec 59 % des suffrages exprimés. Il est l'une des premières personnalités politiques françaises à avoir utilisé des automates téléphoniques pour communiquer avec ses électeurs : quelque 20 000 appels pré-enregistrés ont été passés à des particuliers pour les sensibiliser à sa candidature.

### Au gouvernement
Le 23 juin 2009, il entre au gouvernement Fillon II, en tant que secrétaire d'État chargé du Logement et de l’Urbanisme, auprès de Jean-Louis Borloo, ministre d’État, ministre de l’Écologie, de l'Énergie, du Développement durable et de la Mer, en charge des Technologies vertes et des Négociations sur le climat. Il reste au même poste dans le gouvernement Fillon III jusqu'au 22 février 2012, même si l'urbanisme disparait de ses attributions. À cette date, il devient ministre délégué au Logement. Cette promotion s'explique par la démission de sa ministre de tutelle, Nathalie Kosciusko-Morizet, nommée porte-parole de la campagne de Nicolas Sarkozy, et le rattachement du développement durable directement au Premier ministre.
Benoist Apparu est l'auteur de la loi augmentant la taxe foncière des jardins et vergers en zones classées constructibles dans 618 communes. Cette augmentation (pouvant parfois aller jusqu'à 1000 %) est telle qu'elle peut contraindre leur propriétaire à les vendre à des promoteurs. Cette loi, votée sous la présidence de Nicolas Sarkozy, est appliquée pour la première fois à l'automne 2015.
Il est également l'auteur de la taxe sur les loyers élevés des logements de petite surface (dite « taxe Apparu ») destinée à lutter contre la pratique de loyers abusifs pour les petites surfaces dans les grandes agglomérations. Elle est rapidement supprimée, en 2019, en raison de son faible rendement et étant remplacée par l'encadrement des loyers prévu à l'article 140 de la loi portant évolution du logement, de l'aménagement et du numérique dite loi ÉLAN,.

### Député et maire de Châlons-en-Champagne
En 2012, à l'occasion de la campagne présidentielle, il publie avec 12 « quadras  » de l'UMP,  Chapitre 2012, livre politique numérique dont il rédige le chapitre sur l’éducation. Il y propose une restructuration de l'ensemble du système éducatif, comme la fusion du primaire et du collège.
Aux élections législatives de 2012, il se représente aux élections législatives dans la quatrième circonscription de la Marne avec Agnès Person, maire de Saint-Hilaire-le-Grand, en tant que suppléante. Arrivé en tête du premier tour avec 37,30 % des voix, il échappe à une triangulaire avec le FN qui l'aurait menacé. Au second tour, il bat le conseiller général PS Rudy Namur avec 52,49 % des suffrages. C'est principalement aux communes rurales de la circonscription qu'il doit sa victoire puisqu'à Châlons-en-Champagne même, il est distancé en n'obtenant que 46,6 % des voix. Avec la victoire de la gauche au niveau national, il siège avec l'UMP dans l'opposition.
Le 18 juillet 2012, il démissionne du conseil régional de Champagne-Ardenne pour se mettre en conformité avec la loi sur le cumul des mandats. Il préfère conserver son mandat d'adjoint au maire qu'il juge « plus lié à la proximité ».
Il est, à compter de 2012, professeur d'institutions politiques françaises à Sciences Po Paris au sein du campus euro-américain de Reims. Il dispense également un cours consacré au droit du logement au campus de Paris.
Le 23 janvier 2013, il annonce qu'il votera en faveur du projet de loi instituant le mariage pour tous, ce qui en fait, après Franck Riester, le second député UMP favorable au mariage homosexuel. Ils sont les deux seuls députés de leur groupe parlementaire à voter en faveur du texte en première et deuxième lectures,.
Candidat aux élections municipales de mars 2014 à Châlons-en-Champagne, le maire sortant Bruno Bourg-Broc (dont Benoist Apparu était l'adjoint) ne se représentant pas, il l'emporte au second tour face aux candidats socialiste et frontiste avec 46,49 % des voix.
Il fait partie de l'équipe de campagne d'Alain Juppé, candidat à la primaire des Républicains de 2016. Co-porte-parole avec Édouard Philippe, il est notamment chargé des questions d'éducation. Après la victoire de François Fillon, il devient l'un de ses porte-parole. Le 2 mars 2017, dans le cadre de l'affaire Fillon, il « lâche » François Fillon. Il annonce le 30 mars 2017 qu'il ne se présentera pas aux élections législatives, préférant, dans le cadre de la loi restreignant le cumul des mandats, se consacrer à sa fonction de maire.
Il quitte LR à la fin de l'année 2017.
La République en marche soutient sa candidature aux élections municipales de 2020 à Châlons-en-Champagne,. En juin 2020, il est réélu au second tour, maire de la ville à l'issue d'une quadrangulaire avec 53,17 % des voix et une abstention de 73,93 %.

### Activités professionnelles
Fin juin 2017, il devient président du directoire d'Inli, foncière dédiée au logement intermédiaire, filiale du groupe Action Logement. Sous la tutelle du groupe paritaire Action Logement, il poursuit la transformation de l’entreprise en fusionnant quatre sociétés pour créer In’li le 2 octobre 2017 puis en engageant un nouveau projet stratégique visant à produire 80 000 logements en Île-de-France en dix ans. Cet investissement de 18 milliards d’euros nécessite une évolution du modèle de financement de l’entreprise[réf. souhaitée].
En 2021, il invite les collectivités locales à « soutenir la production de logements intérmédiaires » et annonce l'éradication des passoires thermiques du parc d'Inli pour 2024.
Il préside le promoteur immobilier Emerige depuis janvier 2022.

## Détail des mandats et fonctions
Fonctions gouvernementales
- 23/06/2009 - 13/11/2010 : secrétaire d’État chargé du Logement et de l'Urbanisme
- 14/12/2010 - 22/02/2012 : secrétaire d’État chargé du Logement
- 22/02/2012 - 10/05/2012 : ministre délégué chargé du Logement

Mandats parlementaires
- 20/06/2007 - 23/07/2009 : député de la 4e circonscription de la Marne
- 16/06/2012 - juin 2017 : député de la 4e circonscription de la Marne, réélu le 17/06/2012

Mandats locaux

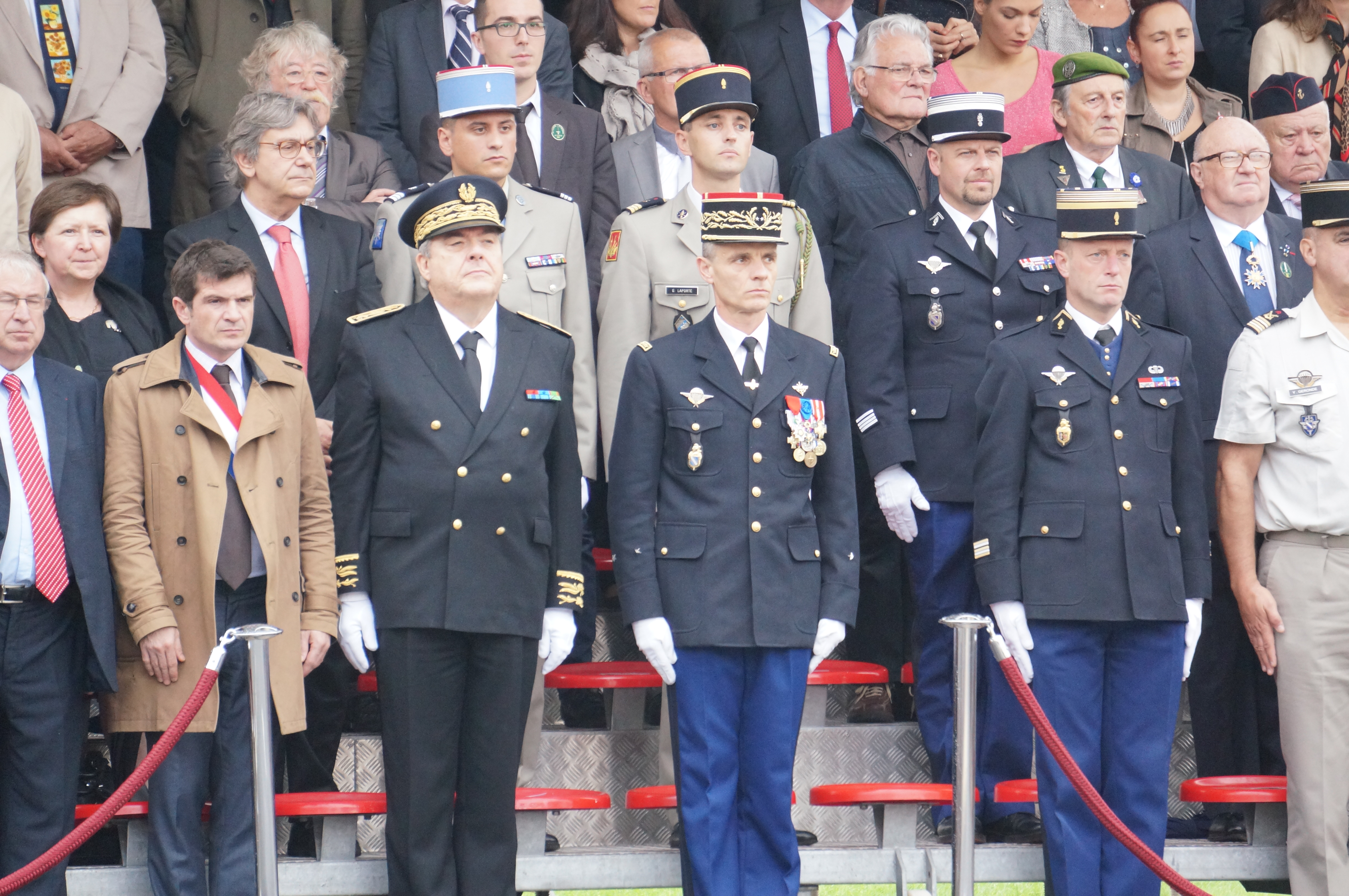
Lors du 14 juillet 2014 avec le préfet de région et le général de gendarmerie.

- 19/03/2001 - 05/04/2014 : adjoint au maire de Châlons-en-Champagne
- depuis avril 2008 : vice-président de la communauté d'agglomération de Châlons-en-Champagne
- 21/03/2010 - 18/07/2012 : conseiller régional de Champagne-Ardenne
- depuis le 5 avril 2014 : maire de Châlons-en-Champagne

Fonctions politiques
- 1994-1996 : président national des Jeunes RPR
- 1996-1997 : secrétaire national à la jeunesse du RPR
- 1998-1999 : délégué national chargé des universités au RPR
- 2003-2006 : secrétaire départemental de l'UMP de la Marne
- De décembre 2010 à 2017 (?) : président de la fédération UMP (puis LR) de la Marne

## Publications
- Benoist Apparu et Bruno Julliard (préf. Emmanuel Davidenkoff), Faut-il plus de compétition à la Fac ?, Paris, Éditions Magnard, coll. « L'avenir de nos enfants en question(s) », 2009, 77 p. (ISBN 2210747872)
- La ville est-elle politique ? entretien entre Benoist Apparu et Jean-Yves Mano, Éditions Archibooks, collection dirigée par Isabelle Rey-Lefevre, 2011, Paris
- Benoist Apparu, « Au commencement sera l'école », dans Chapitre 2012 (lire en ligne)
- Benoist Apparu, J'aime Châlons, Chapitre 2014, 2013, Les éditions du fil rouge